# Хислоп, Шака
Нил Ша́ка Хи́слоп (англ. Neil Shaka Hislop; 22 февраля 1969, Лондон) — тринидадский футболист, выступавший на позиции вратаря. Большую часть профессиональной карьеры провел в клубах английской Премьер-лиги. Будучи уроженцем Лондона, имел право быть заигранным за сборную Англии, однако предпочел сборную Тринидада и Тобаго, вместе с которой выступал в финальной части чемпионата мира 2006 года.

## Карьера игрока

### Клубная карьера
После окончания католического колледжа в городе Порт-оф-Спейн, Тринидад и Тобаго, Хислоп был принят в Говардский университет в Вашингтоне, США. Здесь он, помимо получения основного образования, был членом университетской футбольной команды, дошедшей до финала футбольного турнира NCAA. По завершении обучения в университете Хислоп защитил диплом инженера в области машиностроения.
Вскоре после выпуска Хислоп был замечен скаутами английского «Рединга» и подписал профессиональный контракт с этим клубом перед сезоном 1992/93. Будучи игроком «Рединга», Хислоп снискал славу любимца болельщиков, дважды ему присуждался приз лучшему футболисту команды в сезоне. При выборе символической команды лучших футболистов в истории «Рединга» Хислоп был выбран лучшим вратарем с результатом 46,7% голосов. На момент его прихода в клуб «Рединг» играл во Втором дивизионе, а в сезоне, когда Хислоп его покинул, клуб занял второе место в Первом дивизионе проиграв в споре за выход в Премьер-лигу клубу «Болтон Уондерерс» в серии плей-офф. Летом 1995 года Хислоп перешёл в команду Премьер-лиги «Ньюкасл Юнайтед», заплативший за трансфер голкипера 1,575 миллиона фунтов.
Сначала Шака Хислоп играл в стартовом составе «сорок», но со временем в клубе стало три равноценных вратаря и Шака проиграл борьбу, которую он вел за место в основе с Шэем Гивеном и Павлом Срничеком. Хислоп хотел играть, поэтому в 1998 году ушёл в качестве свободного агента в «Вест Хэм».
В феврале 2000 года Хислоп сломал ногу в матче с «Брэдфорд Сити». Когда он восстановился после этой травмы,  менеджер «Вест Хэма» Харри Реднапп решил уйти в отставку, и Хислоп со временем потерял место основного вратаря команды. В конце сезона 2001/02 контракт с ним был расторгнут.
В это время Реднапп пригласил Хислопа в «Портсмут». Поначалу вратарь был резервистом Алана Найта, однако смог в дальнейшем добиться места в основном составе. Отличная игра Хислопа помогла его клубу, помимо прочего, завоевать повышение в классе, места в Премьер-лиге, где футболист ещё два сезона играл в качестве первого вратаря команды. Реднапа в конце концов был уволен и на его место пришёл тренер Велимир Заец, при котором Хислоп место основного голкипера уступил Джейми Эшдауну. В январе 2005 года Заец пригласил в команду греческого вратаря Константиноса Халкиаса из «Панатинаикоса», после чего Шака Хислоп оказался в глубоком запасе.
Несмотря на то, что в апреле «Портсмут» возглавил Ален Перрен Хислопу не удалось вернуть место в воротах команды и после завершения его контракта, в июне 2005 года вернулся в «Вест Хэм». Там он сражался за место в составе с североирландцем Роем Кэрроллом, пришедшим из «МЮ». В период летнего трансферного окна в 2006 году Шака Хислоп был продан в клуб североамериканской MLS «Даллас». Здесь его преследовали травмы и он показывал неубедительную игру, выходя только на замену основному вратарю Дарио Сала. В августе 2007 года Шака Хислоп покинул «Даллас» и официально завершил свою игровую карьеру.

### Карьера в сборной
В сборной Тринидада и Тобаго Хислоп дебютировал 28 марта 1999 года в матче со сборной Ямайки (2:0). Хислоп родился в Великобритании, но его родители происходили из Тринидада и Тобаго, там же вырос и он сам. Хислоп вызывался в молодежную сборную Англии (до 21 года), но на высшем уровне предпочел выступать за сборную Тринидада и Тобаго.
Тренер Лео Бенхаккер, после выхода тринидадской сборной в финальную часть чемпионата мира 2006 года в Германии, включил Шаку Хислопа в число 23 футболистов в заявке на турнир. Предполагалось, что он станет запасным вратарем при основном голкипере Келвине Джеке. Однако перед дебютным матчем турнира со сборной Швеции тот получил травму и 37-летний Шака прекрасно его заменил, добившись ничейного результата 0:0 со шведами, Хислоп был признан лучшим игроком того матча. Помимо этого, Шака выходил на поле в матче со сборной Англии (проигранном 0:2), а в матче с командой Парагвая в ворота вернулся Келвин Джек, впрочем поражение 0:2 заставило сборную возвратиться домой ни с чем уже после группового этапа.

## Послеигровая карьера
Шака Хислоп в 2008 год вел персональный блог на сайте британской газеты The Guardian. Кроме того, он является постоянным комментатором программы PressPass спортивного телеканала ESPN. В июле 2023 года во время комментирования товарищеского матча между «Миланом» и «Реалом» в Калифорнии бывшему футболисту стало плохо и в рамках прямого эфира и он потерял сознание.